# Mixocera rectifasciata
Mixocera rectifasciata är en fjärilsart som beskrevs av George Francis Hampson 1896. Mixocera rectifasciata ingår i släktet Mixocera och familjen mätare. Inga underarter finns listade i Catalogue of Life.